# ポンマースフェルデン
ポンマースフェルデン (ドイツ語: Pommersfelden) は、ドイツ連邦共和国バイエルン州オーバーフランケン行政管区のバンベルク郡に属す町村（以下、本項では便宜上「町」と記述する）。

## 地理
この自治体は、ヘーヒシュタット・アン・デア・アイシュの北、ライヒェ・エーブラハ川沿いに位置している。

### 自治体の構成
この町は、公式には11の地区 (Ort) からなる。
| - リムバッハ - オーベルンドルフ - ポンマースフェルデン - ザムバッハ - シュロス・ヴァイセンシュタイン - シュヴァインバッハ | - シュテッパハ - シュトルツェンロート - ウンターケスト - ヴァイハー - ヴィント |

## 歴史
ポンマースフェルデンは、14世紀からハイスドルフおよびポンマースフェルデンの司厨長の所領となった。1710年にこの一門が断絶した後は、マインツ選帝侯にしてバンベルク司教領主であるロタール・フランツ・フォン・シェーンボルンの所領となった。シェーンボルン伯家の支配権は1806年のライン同盟によってバイエルンに帰属するまで及んだ。バイエルン王国の行政改革の時代、1818年の自治体令によって今日の自治体が形成された。

### 人口推移
この地域の人口は、1970年 2,009人、1987年 2,253人、2000年 2,653人であった。

## 行政
首長は、ゲルト・ダルナー (FWGS) である。

### 紋章
上下に二分割。上部は銀地に青の縦帯、その中に銀の大文字の「T」、両側にそれぞれ1本ずつ赤い鋸壁を持つ塔。下部は、赤地に銀の三つの峰をもつ山、その上に青い冠をかぶった二股の尾を持つ金の獅子。

## 経済

### 交通
この町の町域を通って、鉄道シュトルレンドルフ - シュリュッセルフェルト線が走っている。この鉄道路線は貨物専用線で、シュリュッセルフェルトとの間の物流を担っている。

## 文化と見所

### 建造物

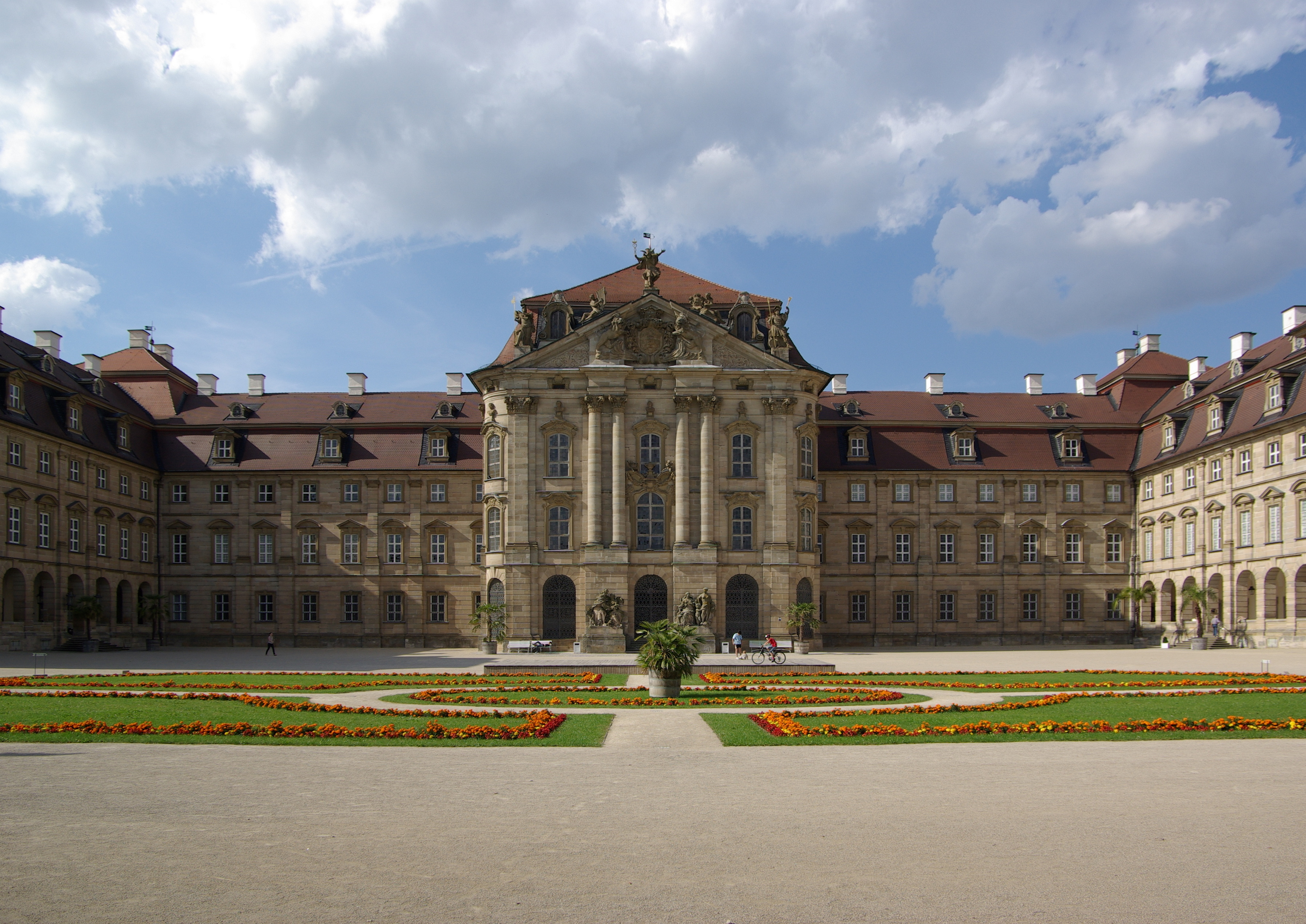
ヴァイセンシュタイン城

ポンマースフェルデン南部に、ロタール・フランツ・フォン・シェーンボルンが1711年から1716年に造営したヴァイセンシュタイン城がある。この城は現在に至るまで、その一族の所有物である。このバロック建築の城館は、印象的な階段室、庭に面した洞窟を模した広間、見応えのある絵画コレクションを有している。
ポンマースフェルデンの町中にはかつての水城の遺構があり、ザムバッハ集落にはイエズス会の城館の遺構が遺る。どちらの遺構も一般の立ち入りは禁止されている。さらには、リムバッハ、ポンマースフェルデン、ザムバッハ、シュテッパハにはそれぞれ教会がある。

### 公園
ヴァイセンシュタイン城の地所内には、19世紀のイギリス式庭園がある。

## 引用
1. ↑  https://www.statistikdaten.bayern.de/genesis/online?operation=result&code=12411-003r&leerzeilen=false&language=de Genesis-Online-Datenbank des Bayerischen Landesamtes für Statistik Tabelle 12411-003r Fortschreibung des Bevölkerungsstandes: Gemeinden, Stichtag (Einwohnerzahlen auf Grundlage des Zensus 2011)
2. ↑  Bayerische Landesbibliothek Online